# تئاتر هیز مجستیز
تئاتر هیز مَجِستیز (انگلیسی: His Majesty's Theatre) یک تئاتر در شهر وست‌مینستر، لندن است.
این تئاتر که در خیابان هیمارکت قرار دارد در سال ۱۷۰۵ توسط جان ونبرو بنیان‌گذاری شده و پس از دو بار تجدید بنا در سال ۱۸۹۷ با طرح کنونی ساخته شده‌است.
در اوایل قرن بیستم میلادی نمایش‌نامه‌های ویلیام شکسپیر، جرج برنارد شاو، جان میلینگنون سینگ، نوئل کاوارد و جی. بی. پریستلی و از جنگ جهانی اول تئاترهای موزیکال در این سالن اجرا میشده است.

## نگارخانه

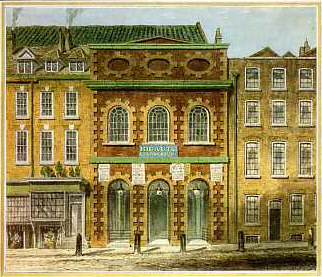
۱۷۸۳
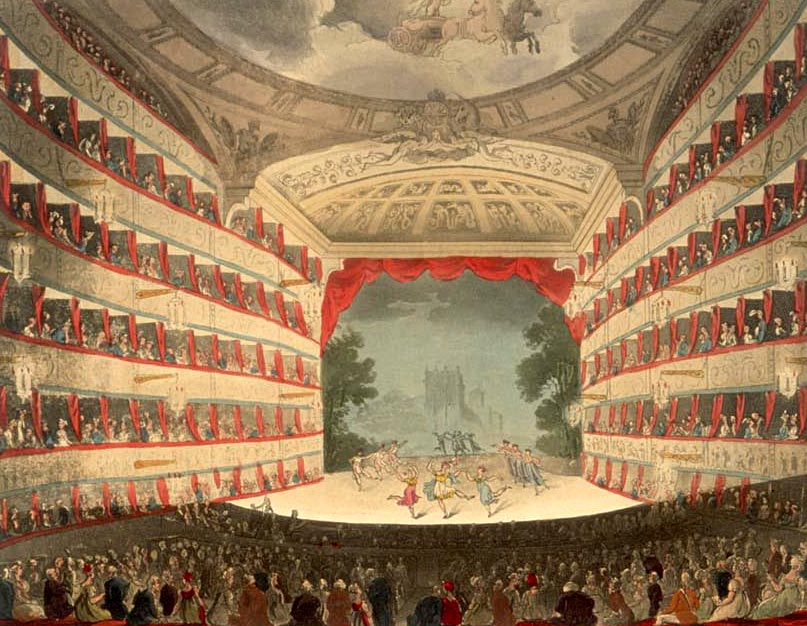
۱۸۰۸
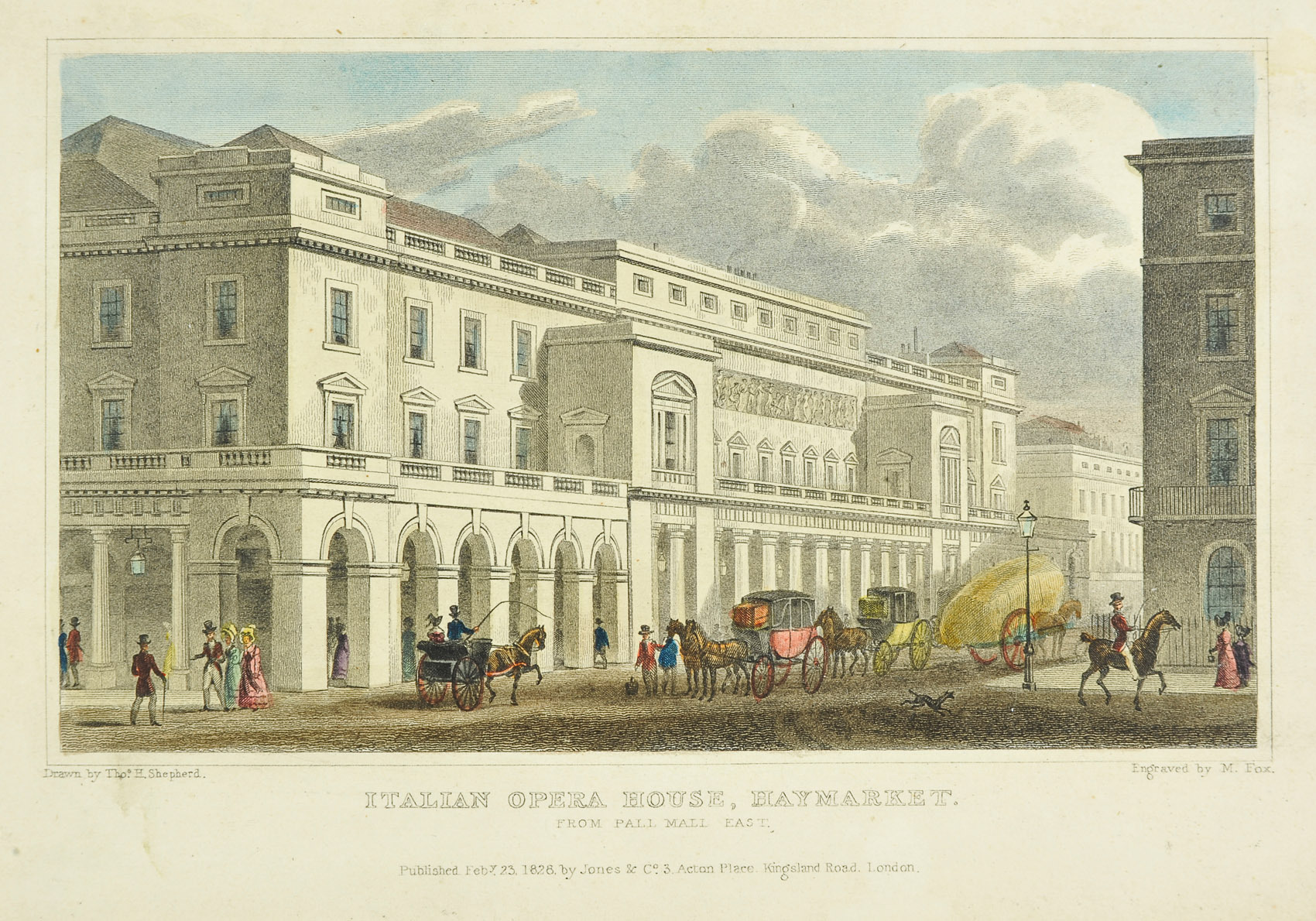
۱۸۲۷-۲۸
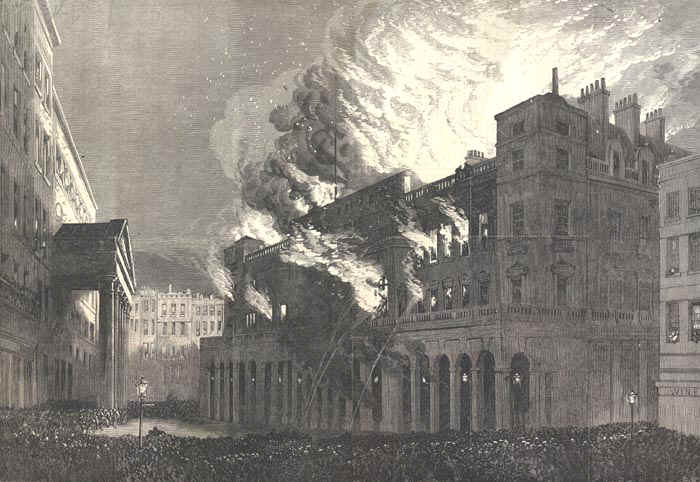
آتش‌سوزی ساختمان تئاتر در سال ۱۸۶۷
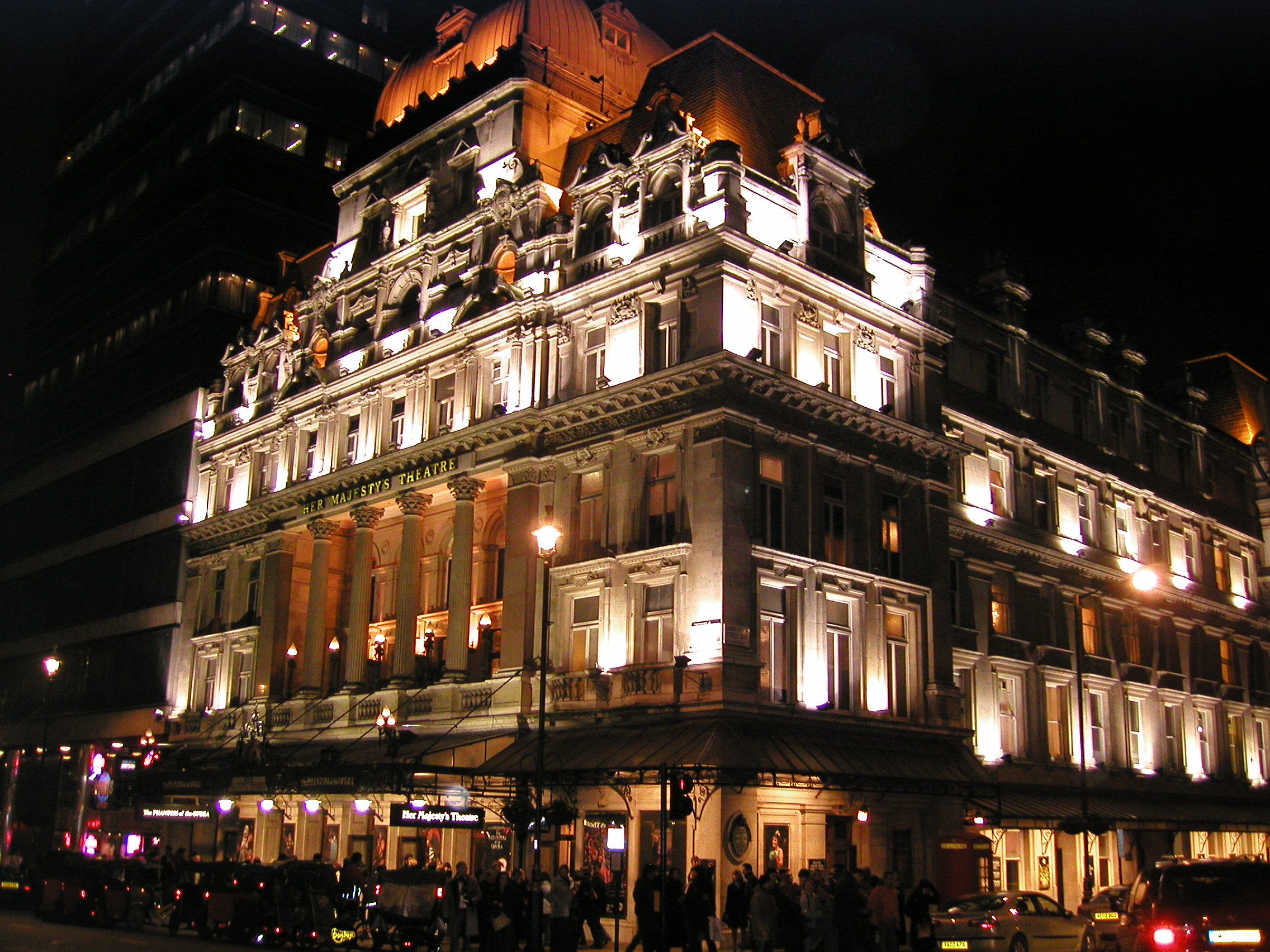
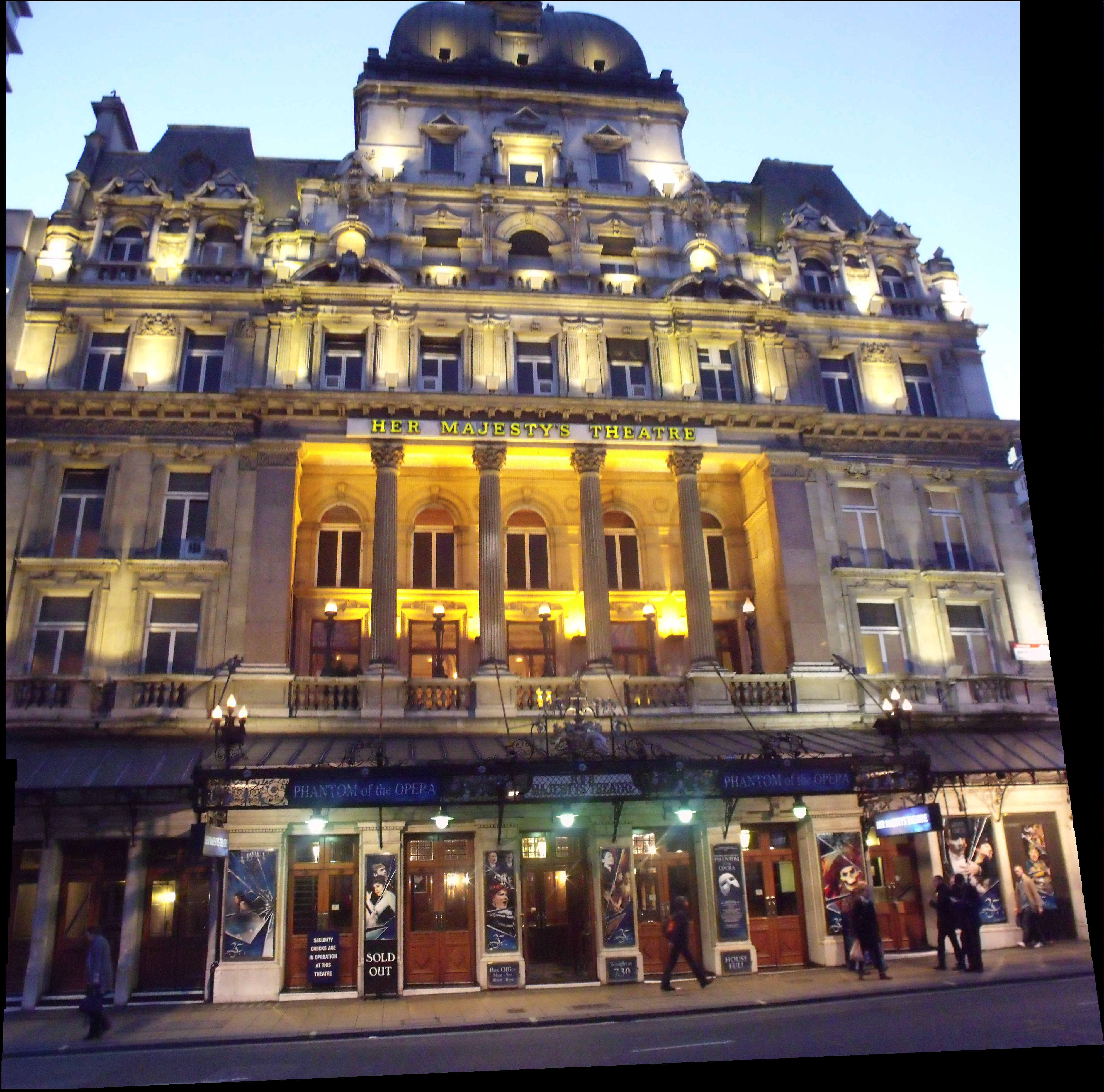